# پسره دروغگوئه
«پسره دروغگوئه» (به انگلیسی: Boy's a Liar) ترانه‌ای از خوانندهٔ بریتانیایی پینک‌پانترس می‌باشد که در ۳۰ نوامبر سال ۲۰۲۲ از سوی وارنر رکوردز به‌عنوان تک‌آهنگ منتشر و در فوریهٔ سال ۲۰۲۳ در آلبوم چندآهنگهٔ پینک‌پانترس تحت عنوان منو ببر خونه گنجانده شد. این قطعه توسط پینک‌پنترس و مورا ماسا نوشته و تهیه شده‌است و در سبک‌های دنس-پاپ، بابلگام پاپ و سینث-پاپ قرار می‌گیرد. این اثر ضرب‌آهنگ جرسی کلاب و ویژگی‌هایی از چیپ‌تیون، لو-فای و هایپرپاپ را در خود دارد. اشعار ترانه بیانگر احساس کمبود در یک رابطه هستند.
هر دو نسخهٔ «پسره دروغگوئه» از سوی منتقدان بازخوردهای مثبتی دریافت کرده‌اند. نسخهٔ ریمیکس از نظر تجاری موفق بود و در بیلبورد هات ۱۰۰ ایالات متحده به رتبهٔ سوم دست یافت .این ریمیکس اولین حضور در جمع ده ترانهٔ برتر برای هر دو هنرمند بود و نخستین ورود پینک‌پنترس به جدول‌ها نیز به شمار می‌آید.

## پسره دروغگوئه بخش ۲

### پس‌زمینه
ریمیکس «پسره دروغگوئه» تحت نام «پسره دروغگوئه بخش ۲» (به انگلیسی: Boy's a Liar Pt. 2) پس از این صورت گرفت که آیس اسپایس پینک‌پانترس را در اینستاگرام دنبال کرد و پینک‌پنترس پیامی در دایرکت او فرستاد که در آن بیان کرد در صورت حضور آیس اسپایس در بریتانیا، تمایل به دیدار با او دارد. آیس اسپایس نیز در جواب اظهار داشت که از هوادارانش او می‌باشد. بعد از آنکه آیس اسپایس نسخهٔ اصلی «پسره دروغگوئه» را در اینستاگرام خود استوری کرد، پینک‌پانترس در پاسخ به این استوری درخواست همکاری نمود و ابراز امیدواری کرد که بتوانند این آهنگ را «به‌طور فرهنگی در [سال ۲۰۲۳] جا بیندازند».
نسخهٔ «پسره دروغگوئه بخش ۲» عمدتاً مشابهٔ نسخهٔ اصلی است تنها با این تفاوت که ورس دوم آن با ورس جدیدی با صدای آیس اسپایس جایگزین شده‌است. آیس‌اسپایس در تضاد با «نرمی و شکنندگی ملایم» پینک‌پانترس، با «صدایی خش‌دار» در «سبکی آرام و بی‌تفاوت و جمع‌وجور» دربارهٔ معشوق فریبکاری که در رابطه‌ای دیگر است، به رپ‌خوانی می‌پردازد. او با «رها کردن حالت آسیب‌ناپذیرش» ورس خود را به پایان می‌رساند و سپس اینگونه رپ می‌خواند: «ولی بدون تو به اندازه کافی نمی‌خوابم/و بدون تو به اندازه کافی نمی‌توانم بخورم».